# Hrabstwo Whiteside
Hrabstwo Whiteside – hrabstwo w USA, w stanie Illinois, według spisu z 2000 roku liczba ludności wynosiła 60 653. Siedzibą hrabstwa jest Morrison.

## Geografia
Według spisu hrabstwo zajmuje powierzchnię 1805 km², z czego 1774 km² stanowią lądy, a 32 km² (1,76%) stanowią wody.

### Miasta
- Como (CDP)
- Fulton
- Morrison
- Prophetstown
- Rock Falls
- Sterling

### Wioski
- Albany
- Coleta
- Deer Grove
- Erie
- Lyndon
- Tampico

### Sąsiednie hrabstwa
- Hrabstwo Carroll – północ
- Hrabstwo Ogle – północny wschód
- Hrabstwo Lee – wschód
- Hrabstwo Bureau – południowy wschód
- Hrabstwo Henry – południe
- Hrabstwo Rock Island – południowy zachód
- Hrabstwo Clinton – zachód

## Historia
Hrabstwo zostało utworzone w 1836 roku z hrabstw Jo Daviess oraz Henry. Zostało nazwane na cześć generała Samuela Whiteside'a.

## Demografia
Według spisu z 2000 roku hrabstwo zamieszkuje 60 653 osób, które tworzą 23 684 gospodarstw domowych oraz 16 768 rodzin. Gęstość zaludnienia wynosi 34 osób/km². Na terenie hrabstwa jest 25 025 budynków mieszkalnych o częstości występowania wynoszącej 14 budynków/km². Hrabstwo zamieszkuje 92,81% ludności białej, 1,02% ludności czarnej, 0,26% rdzennych mieszkańców Ameryki, 0,42% Azjatów, 0,01% mieszkańców Pacyfiku, 4,07% ludności innej rasy oraz 1,41% ludności wywodzącej się z dwóch lub więcej ras, 8,82% ludności to Hiszpanie, Latynosi lub inni.
W hrabstwie znajduje się 23 684 gospodarstw domowych, w których 31,50% stanowią dzieci poniżej 18 roku życia mieszkający z rodzicami, 57,50% małżeństwa mieszkające wspólnie, 9,50% stanowią samotne matki oraz 29,20% to osoby nie posiadające rodziny. 25,10% wszystkich gospodarstw domowych składa się z jednej osoby oraz 11,80% zyję samotnie i ma powyżej 65 roku życia. Średnia wielkość gospodarstwa domowego wynosi 2,51 osoby, a rodziny wynosi 2,99 osoby.
Przedział wiekowy populacji hrabstwa kształtuje się następująco: 25% osób poniżej 18 roku życia, 8,20% pomiędzy 18 a 24 rokiem życia, 27,00% pomiędzy 25 a 44 rokiem życia, 23,70% pomiędzy 45 a 64 rokiem życia oraz 16,10% osób powyżej 65 roku życia. Średni wiek populacji wynosi 38 lat. Na każde 100 kobiet przypada 95,90 mężczyzn. Na każde 100 kobiet powyżej 18 roku życia przypada 93,10 mężczyzn.
Średni dochód dla gospodarstwa domowego wynosi 40 354 dolarów, a średni dochód dla rodziny wynosi 46 653 dolarów. Mężczyźni osiągają średni dochód w wysokości 35 314 dolarów, a kobiety 21 828 dolarów. Średni dochód na osobę w hrabstwie wynosi 19 296 dolarów. Około 6,20% rodzin oraz 8,50% ludności żyje poniżej minimum socjalnego, z tego 11,40% poniżej 18 roku życia oraz 4,80% powyżej 65 roku życia.